# Lestrem
Lestrem [letʁɛm] est une commune française située dans le département du Pas-de-Calais en région Hauts-de-France. Ses habitants sont appelés les Lestremois. Historiquement située en Flandre française, elle est membre de la communauté de communes Flandre Lys.

## Géographie

### Localisation
Localisée dans l'est du département du Pas-de-Calais et limitrophe du département du Nord, Lestrem est une commune traversée par la Lawe et située dans les Flandres, à 10 km au nord de Béthune et à 25 km à l'ouest de Lille (aire d'attraction), à vol d'oiseau. Lestrem était située à la limite des anciens territoires du royaume de France l'Artois et la Flandre.
Le territoire de la commune est limitrophe de ceux de huit communes, dont deux, La Gorgue et Merville, dans le département du Nord.
Les communes limitrophes sont La Gorgue, Merville, Calonne-sur-la-Lys, La Couture, Hinges, Locon, Richebourg et Vieille-Chapelle.

### Géologie et relief
La superficie de la commune est de 21,15 km2 ; son altitude varie de 13  à   20 m. Son territoire est plat, sans aucun relief mais entrecoupé de nombreux fossés et de courants  (dont les courants à plaques qui sont des fossés de drainage, typiques de la  Flandre maritime et d'une partie de la région, parfois étayés par des plaques de béton pour notamment lutter contre les dégâts du rat musqué introduit et devenu invasif dans ces milieux. 

### Hydrographie
La commune, située dans le bassin Artois-Picardie, est, selon le Service d'administration nationale des données et référentiels sur l'eau (Sandre), drainée par 17 cours d'eau appelés courant :
- la Lawe, d'une longueur de 40,97 km, qui prend sa source dans la commune de Magnicourt-en-Comte et se jette dans la Lys au niveau de la commune de La Gorgue[4] ;
- le courant de la Turbeauté 1, d'une longueur de 10,36 km, qui prend sa source dans la commune d'Annezin et se jette dans la vieille Lys aval au niveau de la commune de Calonne-sur-la-Lys[5] ;
- le courant du Breucq, d'une longueur de 5,31 km, qui prend sa source dans la commune de Richebourg et se jette dans le courant du Moulin au niveau de la commune[6] ;
- le courant du Val, d'une longueur de 4,64 km, qui prend sa source dans la commune et se jette dans la Lawe au niveau de la commune[7] ;
- le ruisseau la Vieille Lawe, d'une longueur de 4,62 km, qui prend sa source dans la commune de Locon et se jette dans la Lawe au niveau de la commune[8] ;
- le courant du pont Rinchon, d'une longueur de 3,95 km, qui prend sa source dans la commune de Richebourg et se jette dans la Lys au niveau de la commune de La Gorgue[9] ;
- le courant des Houssières, d'une longueur de 3,69 km, qui prend sa source dans la commune et se jette dans le courant du Val  au niveau de la commune[10] ;
- le courant Drumez, d'une longueur de 2,82 km, qui prend sa source dans la commune et se jette dans la Lawe au niveau de la commune[11] ;
- le courant, d'une longueur de 2,75 km, qui prend sa source dans la commune et se jette dans le courant du Val au niveau de la commune[12] ;
- le courant de la Bouverie, d'une longueur de 2,62 km, qui prend sa source dans la commune et se jette dans le ruisseau la vieille Lawe au niveau de la commune de Locon[13] ;
- le courant Delbecque, d'une longueur de 2,42 km, qui prend sa source dans la commune et se jette dans la Lawe au niveau de la commune[14] ;
- le courant du Moulin, d'une longueur de 2,22 km, qui prend sa source dans la commune et se jette dans la Lawe au niveau de la commune[15] ;
- le courant des Annettes, d'une longueur de 1,55 km, qui prend sa source dans la commune de Vieille-Chapelle et se jette dans le courant du Breucq au niveau de la commune de Richebourg[16],[17] ;
- et quatre petits cours d'eau au toponyme hydrographique inconnu[18],[19],[20],[21].

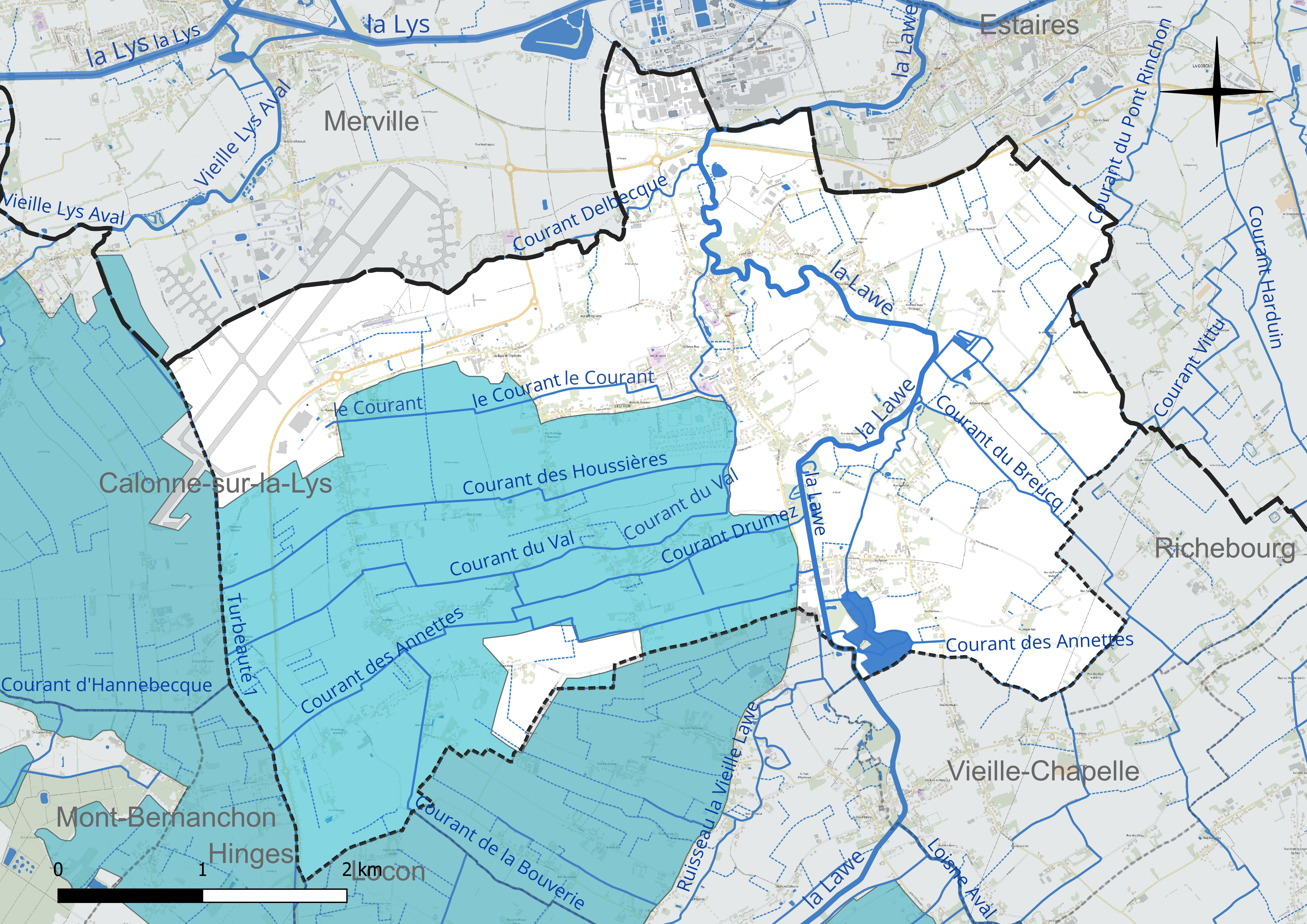
Réseau hydrographique de Lestrem.

### Climat
Pour des articles plus généraux, voir Climat des Hauts-de-France et Climat du Nord-Pas-de-Calais.
En 2010, le climat de la commune est de type climat océanique dégradé des plaines du Centre et du Nord, selon une étude du Centre national de la recherche scientifique (CNRS) s'appuyant sur une série de données couvrant la période 1971-2000. En 2020, Météo-France publie une typologie des climats de la France métropolitaine dans laquelle la commune est exposée à un climat océanique et est dans la région climatique  Côtes de la Manche orientale, caractérisée par un faible ensoleillement (1 550 h/an) ; forte humidité de l’air (plus de 20 h/jour avec humidité relative > 80 % en hiver), vents forts fréquents. 
Pour la période 1971-2000, la température annuelle moyenne est de 10,7 °C, avec une amplitude thermique annuelle de 14 °C. Le cumul annuel moyen de précipitations est de 685 mm, avec 11,7 jours de précipitations en janvier et 8,5 jours en juillet. Pour la période 1991-2020, la température moyenne annuelle observée sur la station météorologique la plus proche, située sur la commune de Lillers à 16 km à vol d'oiseau, est de 11,1 °C et le cumul annuel moyen de précipitations est de 731,5 mm,. Pour l'avenir, les paramètres climatiques de la commune estimés pour 2050 selon différents scénarios d'émission de gaz à effet de serre sont consultables sur un site dédié publié par Météo-France en novembre 2022.

### Milieux naturels et biodiversité
La commune a fait figure de pionnière dans le domaine de la trame verte et bleue, en agréant, via son conseil municipal, une étude de faisabilité de réseau local de corridors biologiques, dans le cadre de l'un des premiers contrats de corridor biologique  signé en 1995 par l'association Lestrem-Nature avec le conseil régional du Nord-Pas-de-Calais, avec le soutien de la direction régionale de l'Environnement (DIREN). La commune voisine de Mont-Bernanchon s'est associée à l'étude et a également développé un réseau de corridors biologiques, en lien direct avec ceux de Lestrem (elle a aussi construit des aménagements pour valoriser et faire découvrir la biodiversité locale). Lestrem a ainsi été la première commune de France à bénéficier d'une cartographie des corridors biologiques et à la mettre en œuvre sur le terrain, avec l'association Lestrem-Nature (pour les aspects naturalistes) et avec l'association d'insertion Réagir (pour sa restauration écologique). En 2007, le Grenelle de l'environnement a validé le principe d'une trame verte et bleue nationale, décliné dans le droit de l'Environnement par les lois dites Grenelle I et Grenelle II. L'étude avait mis en évidence l'importance des zones humides et du réseau de fossés pour la gestion de l'eau et prévention des inondations.  Le syndicat intercommunal qui gère les cours d’eau est partenaire de la gestion des corridors qui continuent à faire l'objet d'études et de suivis sous l'égide de Lestrem-Nature avec de nombreux partenaires naturalistes. Un plan de restauration écologique a été commandé par le SIAAAH (Syndicat Intercommunal d’Assainissement Agricole et d’Aménagement Hydraulique du Bas Pays de Béthune) à l'association Lestrem-Nature. La Fondation de France a retenu et soutenu ce projet lors de la célébration de ses 40 ans d’existence en 2009 (« 1969 – 2009 - 40 projets, 40 ans d’humanité »), parmi 40 qu'elle avait choisi dans le monde, pour leur exemplarité. Un programme scientifique associant notamment le CNRS et l'association Lestrem Nature, intitulé Corecol, soutenu par la Région et la FRB porte sur l'étude affinée du rôle des corridors biologiques que jouent les fossés dans le paysage.

Le  11 septembre 2004 une charte de développement de corridors biologiques sur le territoire de Lestrem a été signée pour pérenniser ce travail avec les acteurs locaux, et pour encourager la signature d'une telle charte sur d'autres communes et territoires. Elle vise notamment à restaurer le potentiel de biodiversité et entretenir le patrimoine écologique par un maillage des milieux naturels et une gestion différenciée de l’espace.

#### Zone naturelle d'intérêt écologique, faunistique et floristique
L’inventaire des zones naturelles d'intérêt écologique, faunistique et floristique (ZNIEFF) a pour objectif de réaliser une couverture des zones les plus intéressantes sur le plan écologique, essentiellement dans la perspective d’améliorer la connaissance du patrimoine naturel national et de fournir aux différents décideurs un outil d’aide à la prise en compte de l’environnement dans l’aménagement du territoire.
Le territoire communal comprend une ZNIEFF de type 1 : le bois de la Fosse à Lestrem, d’une superficie de 13 hectares et d'une altitude variant de 18  à   20 mètres. Ce site est composé d’un bois alluvial d’une grande valeur paysagère et qui joue un rôle au sein du corridor biologique et écologique constitué par la Lawe.

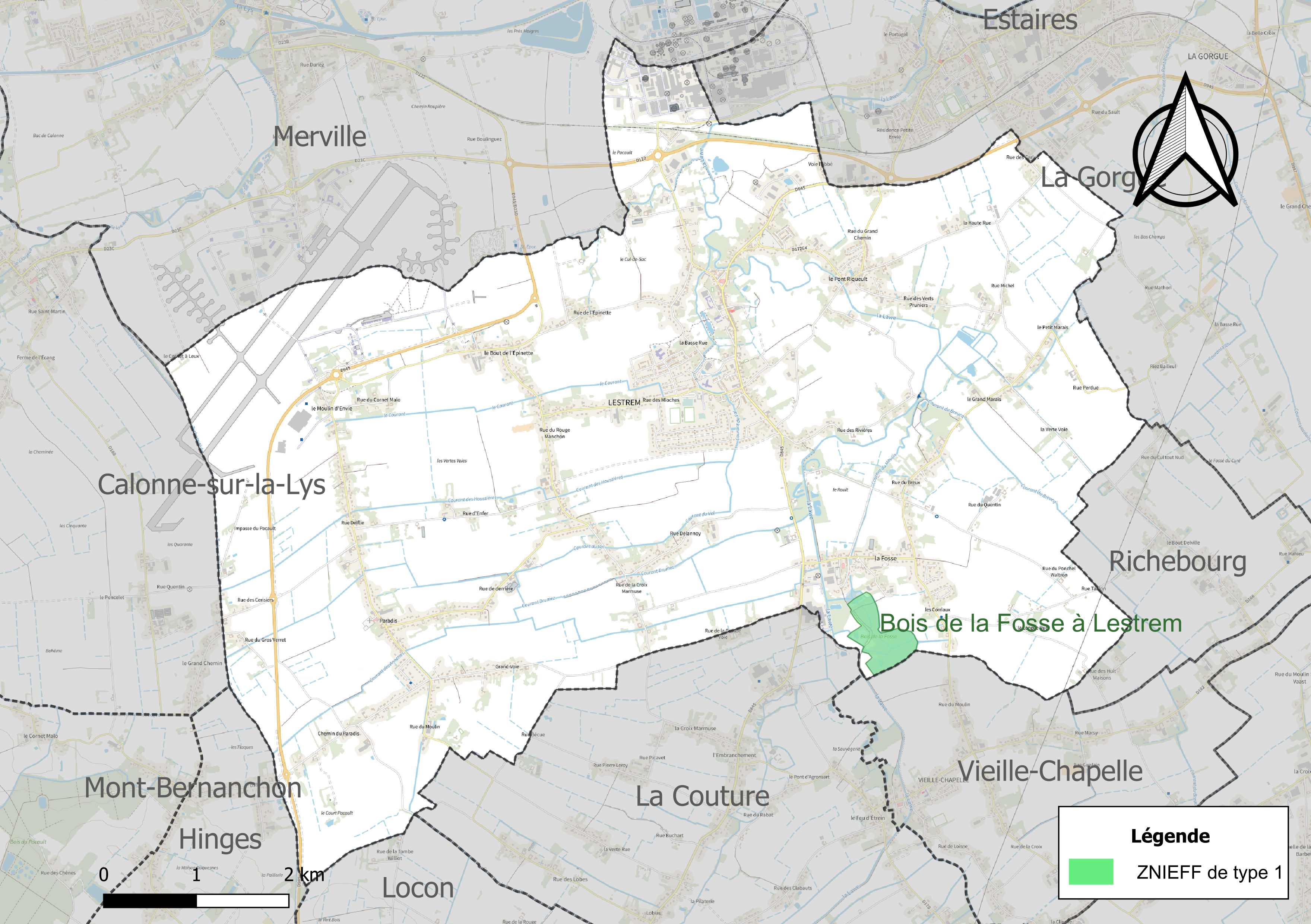
Carte de la ZNIEFF sur la commune.

#### Espèces faunistiques et floristiques
L’Inventaire national du patrimoine naturel (INPN) recense plusieurs espèces faunistiques et floristiques sur le territoire de la commune dont certaines sont protégées et d’autres menacées et quasi-menacées.

## Urbanisme

### Typologie
Au 1er janvier 2024, Lestrem est catégorisée ceinture urbaine, selon la nouvelle grille communale de densité à sept niveaux définie par l'Insee en 2022.
Elle appartient à l'unité urbaine de Béthune, une agglomération inter-départementale regroupant 94  communes, dont elle est une commune de la banlieue,,. Par ailleurs la commune fait partie de l'aire d'attraction de Lille (partie française), dont elle est une commune de la couronne,. Cette aire, qui regroupe 201 communes, est catégorisée dans les aires de 700 000 habitants ou plus (hors Paris),.

### Occupation des sols
L'occupation des sols de la commune, telle qu'elle ressort de la base de données européenne d’occupation biophysique des sols Corine Land Cover (CLC), est marquée par l'importance des territoires agricoles (78,2 % en 2018), en diminution par rapport à 1990 (87,3 %). La répartition détaillée en 2018 est la suivante : 
terres arables (65,7 %), zones urbanisées (13,1 %), zones agricoles hétérogènes (9,5 %), zones industrielles ou commerciales et réseaux de communication (8,7 %), prairies (3 %). L'évolution de l’occupation des sols de la commune et de ses infrastructures peut être observée sur les différentes représentations cartographiques du territoire : la carte de Cassini (XVIIIe siècle), la carte d'état-major (1820-1866) et les cartes ou photos aériennes de l'IGN pour la période actuelle (1950 à aujourd'hui).

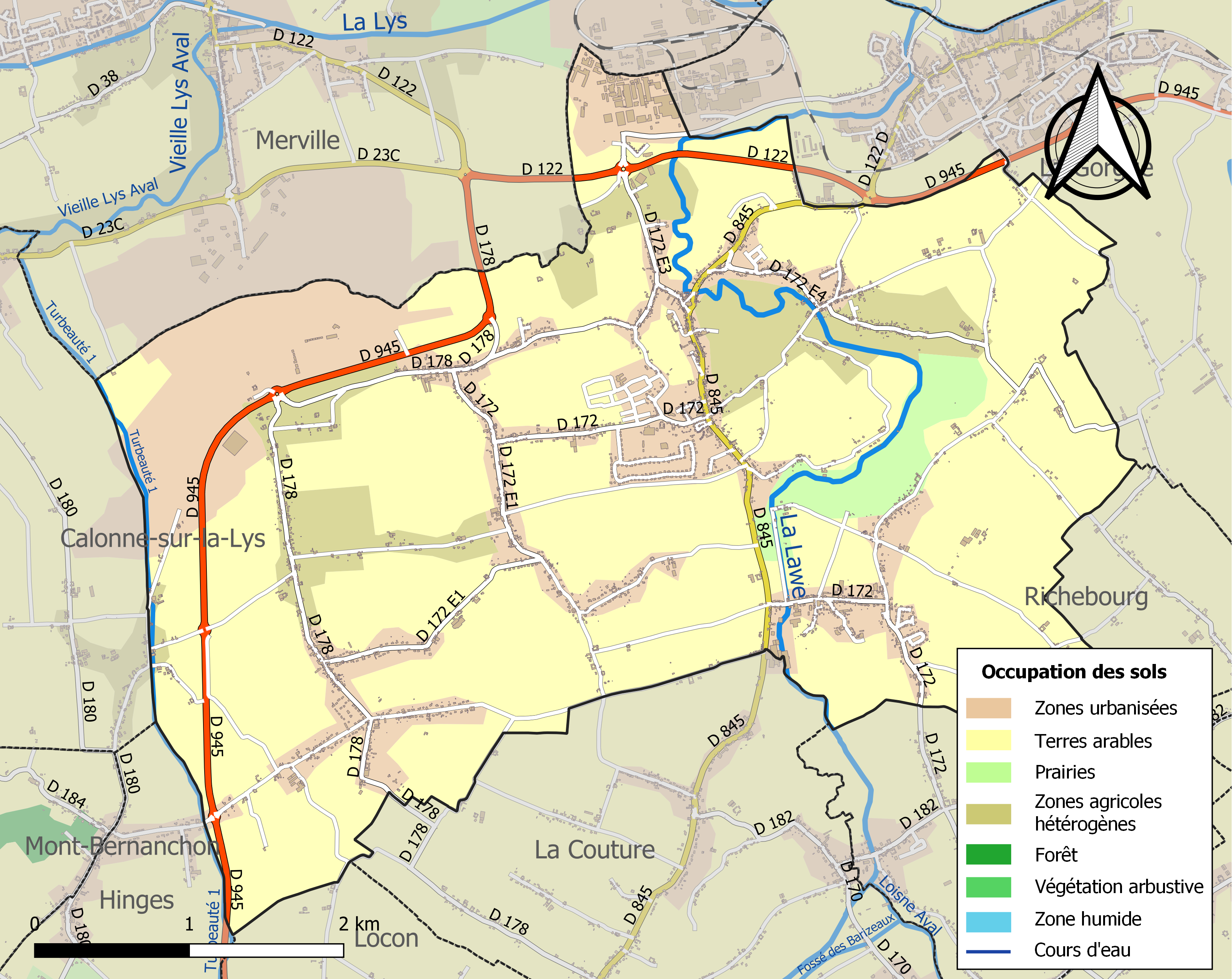
Carte des infrastructures et de l'occupation des sols de la commune en 2018 (CLC).

### Logement
En 2021, le nombre total de logements dans la commune était de 2 091, alors qu'il était de 1 771 en 2015 et de 1 649 en 2010
, soit une progression du nombre total de logements de 26,8 % depuis 2010.
Parmi ces 2 091 logements, 93,0 % étaient des résidences principales, (soit 1 945 logements), 1,0 % des résidences secondaires et 5,9 % des logements vacants. Ces logements étaient pour 88,1 % d'entre eux des maisons individuelles et pour 11,4 % des appartements.
Sur les 1 945 résidences principales, 74,0 % sont occupées par des propriétaires,  25,5 % par des locataires et 0,5 % par des personnes logées gratuitement.
Le tableau ci-dessous présente la typologie des logements à Lestrem en 2021 en comparaison avec celle du Pas-de-Calais et de la France entière. Une caractéristique marquante du parc de logements est ainsi la faible proportion des résidences secondaires et logements occasionnels (1,0 %) par rapport au département (6,5 %) et à la France entière (9,7 %) ainsi que d'une proportion de logements vacants (5,9 %) inférieure à celle du département (7,3 %) et de la France entière (8,1 %).
| Typologie                                               | Lestrem | Pas-de-Calais | France entière |
| ------------------------------------------------------- | ------- | ------------- | -------------- |
| Résidences principales (en %)                           | 93,0    | 86,1          | 82,2           |
| Résidences secondaires et logements occasionnels (en %) | 1,0     | 6,5           | 9,7            |
| Logements vacants (en %)                                | 5,9     | 7,3           | 8,1            |

### Voies de communication et transports
Sur la commune se trouve l'aéroport de Merville - Calonne utilisé pour la formation de pilotes professionnels et de techniciens en maintenance aéronautique et pour la pratique d’activités de loisirs et de tourisme (aviation légère, aviation commerciale, hélicoptère et aéromodélisme).

## Toponymie
Le nom de la localité est attesté sous les formes Strumum in Bethuniensi pago en 1140 ; Lestrom en 1165 ; Lestruem en 1183 ; Estruem en 1274 ; Estroem, Lestroem au XIIIe siècle ; Strueem en 1282 ; Lestreum prope Bethuniam en 1323 ; Lestreem en 1348 ; L’Estroen en 1354 ; L’Estren en 1427 ; L’Estrun en 1469 ; L’Estreun en 1587 ; Lestrée-en-Lalleu en 1603 et 1604 ; Lestrem en 1720 ; L’Estrem en 1739 ; L’Estrème au XVIIIe siècle ; Lestrem en 1793 ; L'Estrem et Lestrem depuis 1801.
L'origine du nom de la commune est le terme flamand strem qui signifie rivière ; en l'occurrence, cette rivière est la Lawe, affluent de la Lys ; en néerlandais, il se dit De Stroom et en picard, Létrin.

## Histoire

### Moyen Âge
Sur l'ancienne Lestrem, existait une collégiale supprimée en 1221 : l'abbaye Notre-Dame de Beaupré-sur-la-Lys est fondée à La Gorgue en 1221 par les seigneurs Robert et Daniel, avoués de Béthune. Elle prend la succession de la collégiale de Lestrem, supprimée avec l'autorisation du pape, et la convertissent en une abbaye de femmes.
1346-1347 : Lestrem est saccagée et brûlée par les Flamands.
1405 : Lestrem est pillée et brûlée par les Anglais.

### Époque contemporaine

#### Première Guerre mondiale
La commune est décorée de la croix de guerre 1914-1918 par décret du 25 septembre 1920, distinction également attribuée à 276 autres communes du Pas-de-Calais.

#### Seconde Guerre mondiale
Pendant la Seconde Guerre mondiale, au cours de la bataille de France, le 27 mai 1940, dans le hameau dit le Paradis, rattaché à la commune, 97 soldats anglais prisonniers ont été massacrés à la mitrailleuse par les SS de la 14e compagnie du 1er bataillon du 2e régiment de la 3e division SS Totenkopf, compagnie placée sous le commandement de Fritz Knöchlein.

## Politique et administration

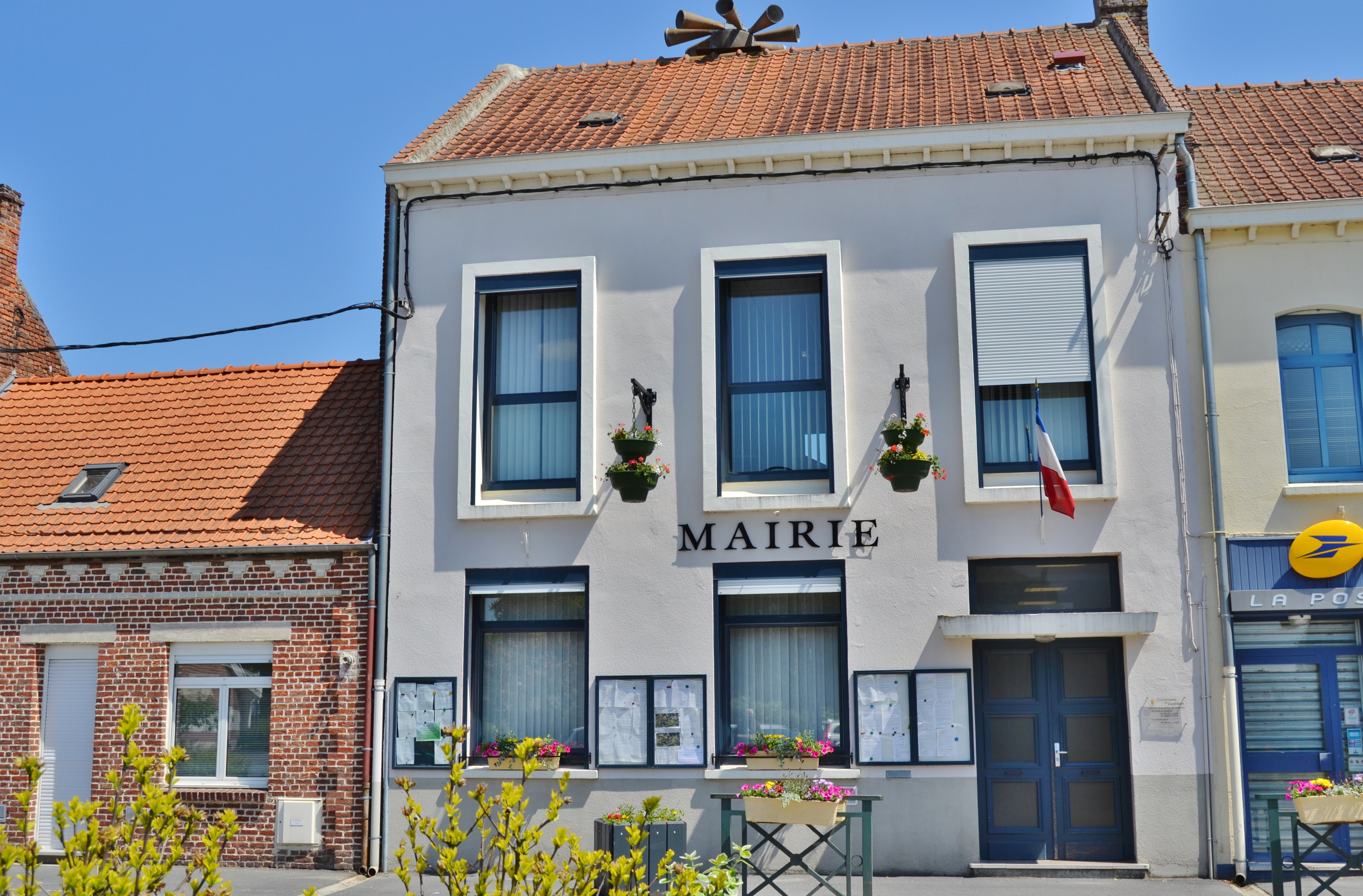
La mairie.

### Découpage territorial
La commune se trouve dans l'arrondissement de Béthune du département du Pas-de-Calais.

#### Commune et intercommunalités
La commune fait partie de la communauté de communes Flandre Lys qui regroupe 8 communes et compte 39 935 habitants en 2021.

#### Circonscriptions administratives
La commune est rattachée au canton de Lillers.

#### Circonscriptions électorales
Pour l'élection des députés, la commune fait partie de la neuvième circonscription du Pas-de-Calais.

### Élections municipales et communautaires

#### Liste des maires
| Période                                  | Période                    | Identité                     | Étiquette | Qualité |
| ---------------------------------------- | -------------------------- | ---------------------------- | --------- | --- |
| Les données manquantes sont à compléter. |                            |                              |           | |
| 1817                                     | 1852                       | Pierre Justin Marie Macquart |           | Entomologiste |
| Les données manquantes sont à compléter. |                            |                              |           | |
| avril 1882                               | décembre 1901              | Paul Magon de la Giclais     |           | Propriétaire du château de la Giclais Décédé en fonction                                                                                     |
| Les données manquantes sont à compléter. |                            |                              |           | |
| ?                                        | décembre 1919              | Émile Lefrancq               |           | |
| décembre 1919                            | mai 1945                   | Désiré Leleu                 |           | Industriel |
| mai 1945                                 | septembre 1954             | Victor Linglin               |           | Agent général d'assurances Démissionnaire |
| septembre 1954                           | mars 1955                  | Louis Domarle                |           | Premier adjoint, maire par intérim |
| mars 1955                                | mars 1971                  | Jean Bécue                   |           | |
| mars 1971                                | mars 1989                  | Louis Foulon                 | PS        | Médecin Conseiller général de Laventie (1976 → 1982)                                                                                         |
| mars 1989                                | 2010                       | Marc Delannoy                | DVD       | Directeur d'école Président de la CC Flandre Lys (2008 → 2014) Démissionnaire                                                                |
| 5 mai 2010                               | En cours (au 25 mars 2022) | Jacques Hurlus               | DVD       | Ancien cadre à Arc international Président de la CC Flandre Lys (depuis 2020) Réélu pour le mandat 2014-2020 Réélu pour le mandat 2020-2026, |

### Jumelages
La commune de Schwitten est intégrée, depuis le 1er janvier 1975, à la commune de Menden.
| Ville | Ville          | Pays | Pays      | Période     |
| ----- | -------------- | ---- | --------- | ----------- |
|       | Schwitten (d), |      | Allemagne | depuis 1971 |

## Équipements et services publics

### Espaces publics
La commune dispose du parc de la Giclais, rouvert en 2022, et entièrement refait. C'est sur ce lieu que se trouvait le château de la Giclais qui a été détruit au cours de la Première Guerre mondiale.

## Population et société

### Démographie
Les habitants sont appelés les Lestremois.
Le nom jeté des habitants est chés fitus d'Létrin (il s'agit d'un jeu de mots sur le picard fitu d'étrain = fétu de paille).

#### Évolution démographique
L'évolution du nombre d'habitants est connue à travers les recensements de la population effectués dans la commune depuis 1793. Pour les communes de moins de 10 000 habitants, une enquête de recensement portant sur toute la population est réalisée tous les cinq ans, les populations de référence des années intermédiaires étant quant à elles estimées par interpolation ou extrapolation. Pour la commune, le premier recensement exhaustif entrant dans le cadre du nouveau dispositif a été réalisé en 2007.

En 2022, la commune comptait 5 041 habitants, en évolution de +12,35 % par rapport à 2016 (Pas-de-Calais : −0,72 %, France hors Mayotte : +2,11 %).
| 1793  | 1800  | 1806  | 1821  | 1831  | 1836  | 1841  | 1846  | 1851  |
| ----- | ----- | ----- | ----- | ----- | ----- | ----- | ----- | ----- |
| 3 039 | 3 144 | 3 274 | 3 218 | 3 171 | 3 504 | 3 512 | 3 390 | 3 344 |

| 1856  | 1861  | 1866  | 1872  | 1876  | 1881  | 1886  | 1891  | 1896  |
| ----- | ----- | ----- | ----- | ----- | ----- | ----- | ----- | ----- |
| 3 337 | 3 446 | 3 400 | 3 314 | 3 295 | 3 174 | 3 074 | 2 985 | 2 961 |

| 1901  | 1906  | 1911  | 1921  | 1926  | 1931  | 1936  | 1946  | 1954  |
| ----- | ----- | ----- | ----- | ----- | ----- | ----- | ----- | ----- |
| 2 860 | 2 736 | 2 764 | 2 306 | 2 363 | 2 315 | 2 273 | 2 157 | 2 466 |

| 1962  | 1968  | 1975  | 1982  | 1990  | 1999  | 2006  | 2007  | 2012  |
| ----- | ----- | ----- | ----- | ----- | ----- | ----- | ----- | ----- |
| 2 643 | 2 662 | 2 727 | 3 044 | 3 753 | 3 789 | 3 924 | 3 943 | 4 329 |

| 2017  | 2022  | - | - | - | - | - | - | - |
| ----- | ----- | - | - | - | - | - | - | - |
| 4 532 | 5 041 | - | - | - | - | - | - | - |

#### Pyramide des âges
En 2022, le taux de personnes d'un âge inférieur à 30 ans s'élève à 36,7 %, soit au-dessus de la moyenne départementale (35,9 %). À l'inverse, le taux de personnes d'âge supérieur à 60 ans est de 22,9 % la même année, alors qu'il est de 25,8 % au niveau départemental.
En 2022, la commune comptait 2 523 hommes pour 2 518 femmes, soit un taux de 49,95 % de femmes, inférieur au taux départemental (51,59 %).
Les pyramides des âges de la commune et du département s'établissent comme suit :
| Hommes | Classe d’âge | Femmes |
| ------ | ------------ | ------ |
| 0,5    | 90 ou +      | 1,3    |
| 5,4    | 75-89 ans    | 6,8    |
| 15,6   | 60-74 ans    | 16,2   |
| 20,9   | 45-59 ans    | 20,2   |
| 19,5   | 30-44 ans    | 20,2   |
| 16,5   | 15-29 ans    | 14,9   |
| 21,7   | 0-14 ans     | 20,4   |

| Hommes | Classe d’âge | Femmes |
| ------ | ------------ | ------ |
| 0,5    | 90 ou +      | 1,6    |
| 5,6    | 75-89 ans    | 8,9    |
| 16,7   | 60-74 ans    | 18,1   |
| 20,2   | 45-59 ans    | 19,2   |
| 18,9   | 30-44 ans    | 18,1   |
| 18,2   | 15-29 ans    | 16,2   |
| 19,9   | 0-14 ans     | 17,9   |

## Économie

### Revenus de la population et fiscalité
En 2021, la commune compte 1 981 ménages fiscaux, regroupant 5 019 personnes.
Le revenu fiscal médian par ménage, le taux de pauvreté des ménages et la part des ménages fiscaux imposés de la commune, du département du Pas-de-Calais et de la métropole sont les suivants :
- le revenu fiscal médian par ménage de la commune est de 24 210 €, supérieur à celui du département du Pas-de-Calais (20 720 €) et supérieur à celui de la France métropolitaine (23 080 €)[Insee 7],[Insee 8],[Insee 9] ;
- le taux de pauvreté des ménages de la commune est de 9 %, de 18,4 % au niveau du département et de 14,9 % au niveau de la métropole[Insee 10],[Insee 11],[Insee 12] ;
- la part des ménages fiscaux imposés dans la commune est de 56 %, de 44,1 % au niveau du département et de 53,4 % au niveau de la métropole[Insee 7],[Insee 8],[Insee 9].

### Entreprises et commerces
L'économie locale a longtemps été servie par l'agriculture, puis par l'industrie agroalimentaire, avec la croissance régulière de l'amidonnerie du groupe Roquette Frères  (la plus grosse d'Europe et l'une des plus importantes dans le monde).

## Culture locale et patrimoine

### Lieux et monuments

#### Monument historique
- L'église Saint-Amé : à l'exception du clocher et du porche latéral sud, fait l’objet d’un classement au titre des monuments historiques par arrêté du 15 novembre 1913[62].

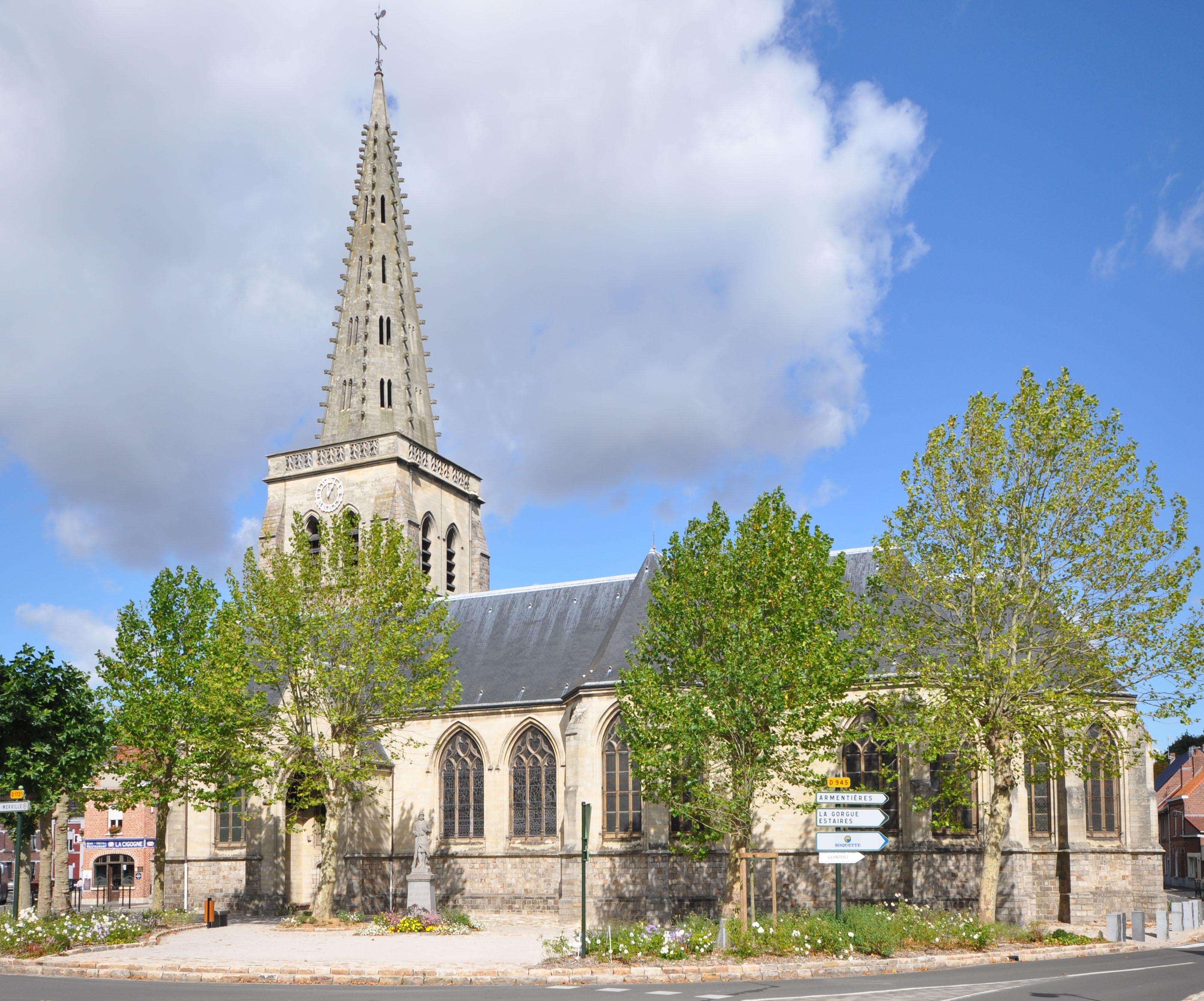
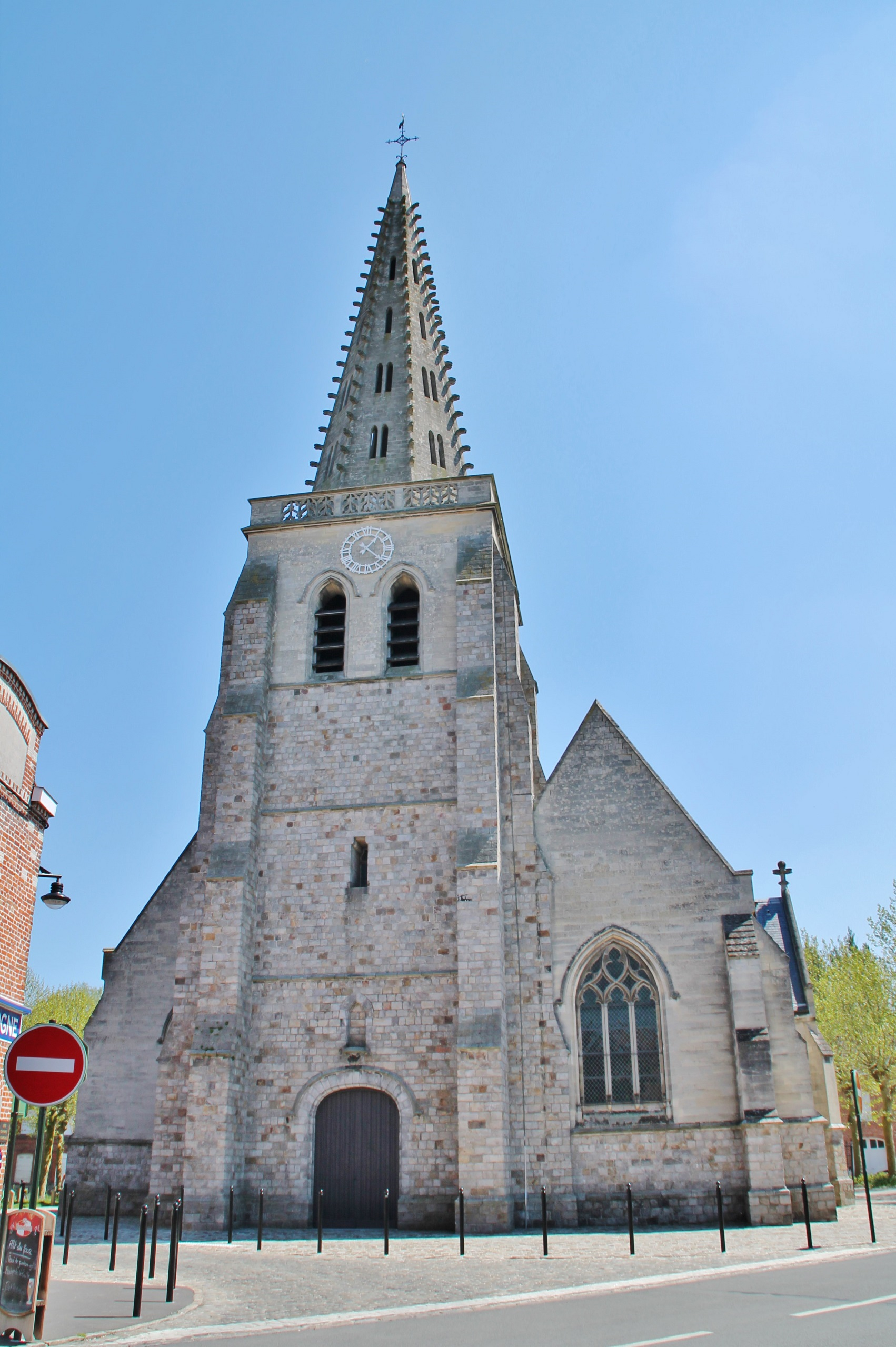
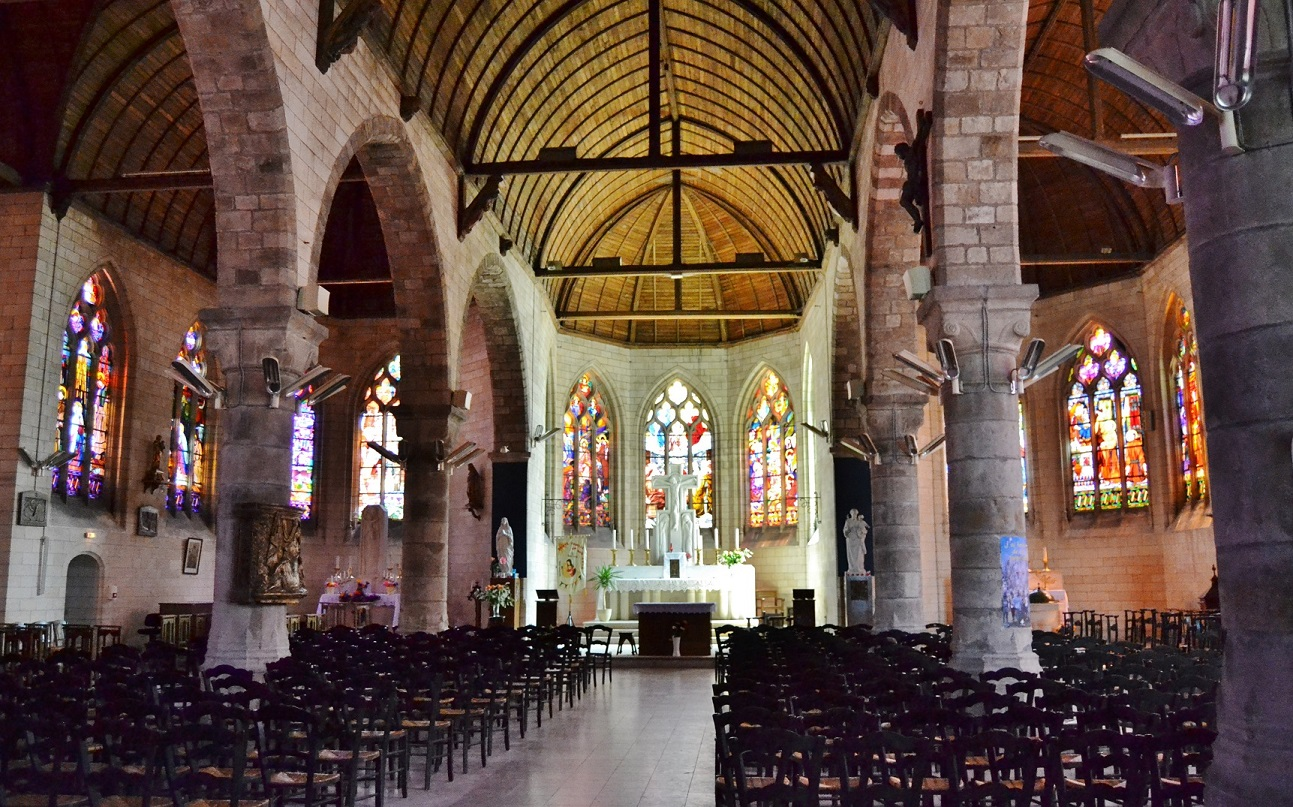
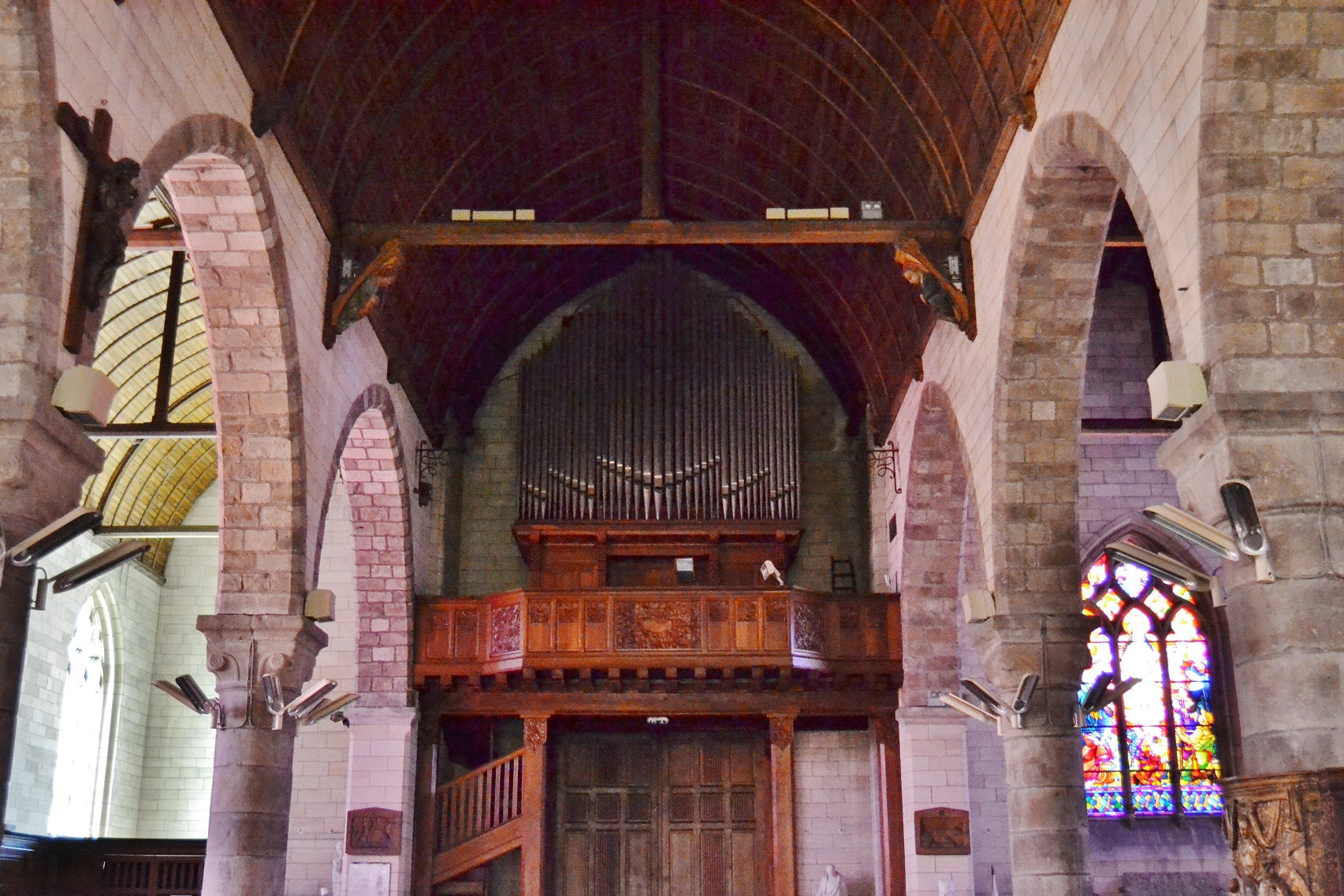

#### Autres lieux et monuments
- La commune de Lestrem possède trois monuments aux morts : au hameau de Paradis-Lestrem, au hameau de La Fosse-Lestrem et à Lestrem-Centre (près de l'église)[63].
- La stèle à la mémoire des victimes du massacre du Paradis.
- Le Paradis War Cemetery dans lequel sont inhumés les soldats massacrés le 27 mai 1940[64].

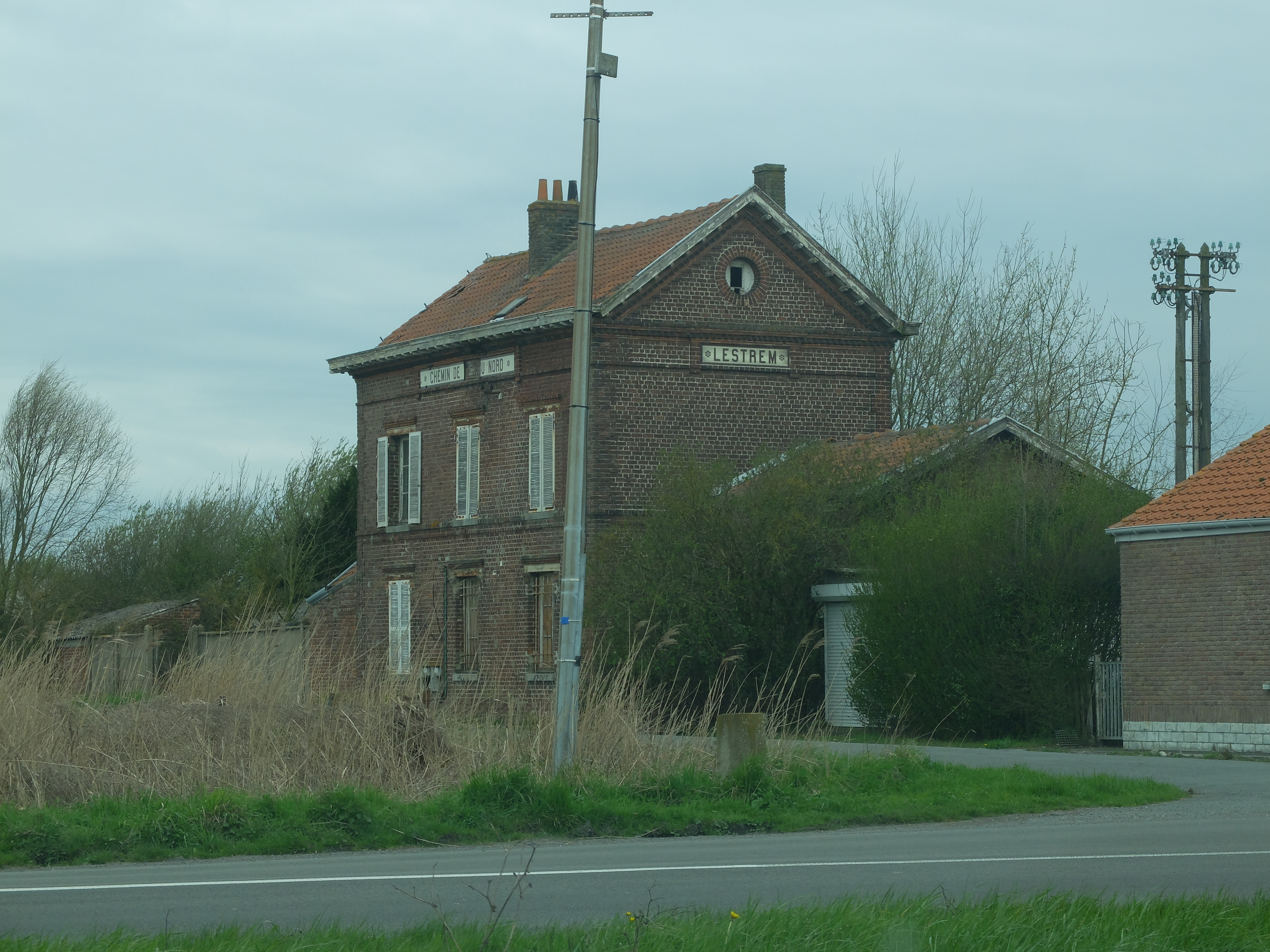

- L'ancienne gare.

### Personnalités liées à la commune
- François-Joseph Gombert (1725-1801), architecte, enseignant à l'école des beaux-arts de Lille, est mort au château du Rault.
- Pierre Justin Marie Macquart (1778-1855), entomologiste, maire de Lestrem et conseiller général.
- Edward Mannock (1887-1918), as de l'aviation britannique pendant la Première Guerre mondiale, est abattu au-dessus de Lestrem, le 26 juillet 1918.
- Jacques Selosse (1923-1995), éducateur et professeur émérite de psychologie sociale, né à Lestrem.

### Héraldique
| Blason de Lestrem | Blason  | D'or à trois huchets de gueules, virolés et embouchés d'argent, les pavillons à dextre. Ornements extérieursCroix de guerre 1914-1918 |
| Blason de Lestrem | Détails | Le statut officiel du blason reste à déterminer.                                                                                      |

## Pour approfondir

#### Bases de données, dictionnaires et encyclopédies
- Ressources relatives à la géographie :   - Insee (communes)
  - Ldh/EHESS/Cassini
- Ressource relative à plusieurs domaines :   - Annuaire du service public français
- Ressource relative à la musique :   - MusicBrainz
- Notices d'autorité :   - BnF (données)
  - Tchéquie